# Зайцев, Николай Сергеевич
Николай Сергеевич Зайцев (1911—1971) — Гвардии полковник Советской Армии, участник Второй мировой войны, Герой Советского Союза (1945).

## Биография
Николай Зайцев родился 6 декабря 1911 года в Самаре. Окончил неполную среднюю школу. В 1929 году Зайцев был призван на службу в Рабоче-крестьянскую Красную Армию. В 1932 году он окончил Борисоглебскую военную авиационную школу лётчиков. Участвовал в боях на реке Халхин-Гол, совершил 30 боевых вылетов. С июня 1941 года — на фронтах Великой Отечественной войны.
К апрелю 1945 года гвардии подполковник Николай Зайцев командовал 80-м гвардейским бомбардировочным авиаполком (1-й гвардейской бомбардировочной авиадивизии, 6-го гвардейского бомбардировочного авиакорпуса, 2-й воздушной армии, 1-го Украинского фронта). К тому времени он совершил 111 боевых вылетов, нанеся противнику большие потери в живой силе и боевой технике.
Указом Президиума Верховного Совета СССР от 27 июня 1945 года гвардии подполковник Николай Зайцев был удостоен высокого звания Героя Советского Союза с вручением ордена Ленина и медали «Золотая Звезда».
После окончания войны Зайцев продолжил службу в Советской Армии. В 1948 году он окончил Высшие офицерские лётно-тактические курсы. В 1958 году в звании полковника Зайцев был уволен в запас. Проживал в Ленинграде, работал в аэропорту "Пулково". Скончался 2 ноября 1971 года.

## Награды
Был награждён тремя орденами Ленина, четырьмя орденами Красного Знамени, орденами Суворова 3-й степени, Александра Невского, Красной Звезды, рядом медалей.